# U-20ラグビーポルトガル代表
U-20ラグビーポルトガル代表（英語: Portugal national under-20 rugby union team）は、20歳以下の選手で構成されるラグビーポルトガル代表チームである。
ワールドラグビーU20トロフィーなどに出場している。

## 歴史
2008年、創設。
そして2019年、ワールドラグビーU20トロフィーで2度目の決勝進出するもU20日本代表相手に1点差で敗れてワールドラグビーU20チャンピオンシップ昇格ならず。

## タイトル
- ワールドラグビーU20トロフィー
2位・2回 (2017年, 2019年)

## 成績

### ワールドラグビーU20トロフィー
- 2013年 - 6位
- 2015年 - 7位
- 2017年 - 2位
- 2018年 - 3位
- 2019年 - 2位